# Csépa
Csépa est un village et une commune du comitat de Jász-Nagykun-Szolnok en Hongrie.